# Aphis althaeae
Aphis althaeae är en insektsart som först beskrevs av Nevsky 1929.  Aphis althaeae ingår i släktet Aphis och familjen långrörsbladlöss.

## Underarter
Arten delas in i följande underarter:
- A. a. althaeae
- A. a. afghanica